# Altranstädt
Altranstädt (früher amtlich Altranstedt geschrieben) ist ein Ortsteil der Stadt Markranstädt im Landkreis Leipzig in Sachsen.

## Lage
Altranstädt liegt in der Leipziger Tieflandsbucht ca. 14,5 km westsüdwestlich des Stadtzentrums von Leipzig und 11 km östlich von Leuna. In unmittelbarer Nachbarschaft verläuft die Grenze zu Sachsen-Anhalt.
Die Bundesautobahn 9 passiert Altranstädt im Nordwesten, in der Nähe liegende Anschlussstellen sind Leipzig-West Bad Dürrenberg. Von der Bundesstraße 186 führt ein Abzweig zwischen Priesteblich und Markranstädt in die Ortschaft Altranstädt. Außerdem ist Altranstädt von Großlehna aus über die Westsiedlung an Markranstädt, über die Kappstraße an Lützen und Nempitz sowie über eine neu renovierte Straße nach Kötzschau angebunden.
Zahlreiche Feld- und Radwege ermöglichen einen flüssigen Radverkehr aus und in den Ort. Nennenswert ist ein moderner Radweg nach Markranstädt sowie Feldwege nach Günthersdorf, Priesteblich und Nempitz.
Altranstädt ist an den ÖPNV mit vier Bushaltestellen der Linie 163 angebunden. Diese ermöglichen in der Woche stündliche Anbindungen nach Markranstädt oder zweistündig nach Günthersdorf. Die Regionalbahn 20 ab dem ca. 1 km entfernten Bahnhof Großlehna ermöglicht stündlichen Verkehr nach Leipzig oder Eisenach. In Leipzig ist man ab Großlehna in 20 Minuten.

## Geschichte
Altranstädt (Antiquum Ranstedte) wird erstmals 1190 in einer Urkunde über den Verkauf des Dorfes von Graf Dietrich von Sommerschenburg an das Kloster Altzelle schriftlich erwähnt, in der Bere de Cleberg als Beurkundungszeuge auftrat.
Im Jahre 1206 ist von einer Kirche die Rede, der später drei Filialkirchen in Großlehna, Oetzsch und Treben unterstehen.
1213 wird Altranstädt als Gutshof (Grangie) des Zisterzienserklosters Altzelle bei Nossen erwähnt.
Der Status des Klosterguts mit zugehörigem Dorf bestand bis zur Säkularisation des Klosters Altzelle im Jahre 1540 durch den sächsischen Herzog Heinrich den Frommen infolge der Reformation.
Das Gut wurde nunmehr zum weltlichen Rittergut. Die Besitzer des Rittergutes Altranstädt waren:
- Wolf Wiedemann, Bürgermeister von Leipzig (bis 1588)[6]
- Gabriel Schütz, Kanzler zu Merseburg (1588–1594)
- Dr. Johann Badehorn (1595–1610), Sohn des Juristen Leonhard Badehorn
- von Weißenbach (1646–1689) (Vorfahren der russischen Zarin Katharina der Großen – ihre Ururgroßmutter ist gebürtig zu Altranstädt)[7]
- Frau von Brandenstein geb. Weißenbach (1676/81 Anteil)
- Frau von Helldorf geb. von Weißenbach (1679–88 Anteil)
- von Meusebach (1689–1696)
- von Friesen (1696–1715)
- Cammann (u. a. Johann Georg[8], er starb um 1735/1736, wie sich der Inschrift der Ötzscher Kirche in Nempitz entnehmen lässt.) (1715–1771)
- von Hohenthal (ab 1771)

### Altranstädter Frieden

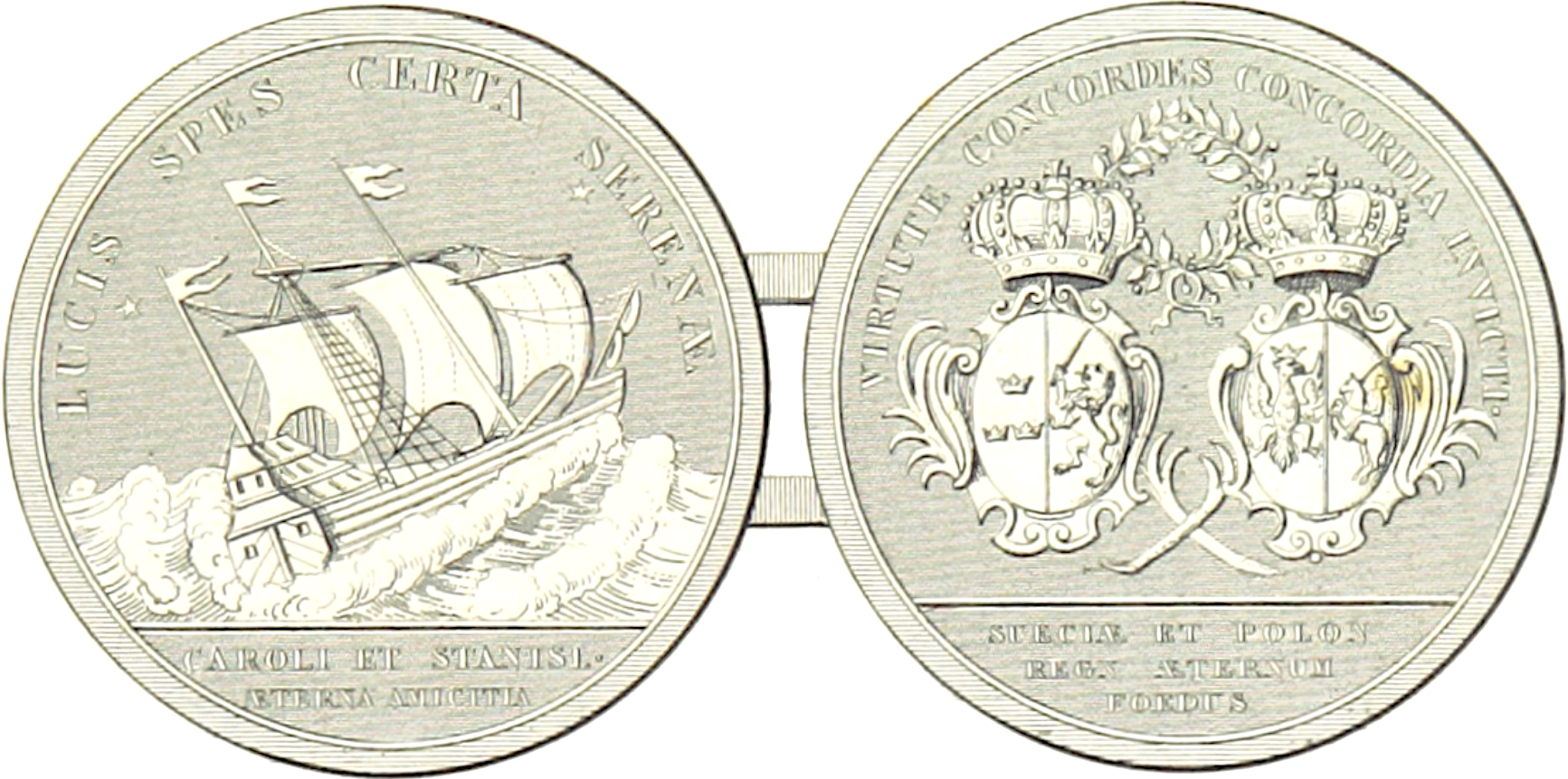
Medaille aus Anlass des Friedens von Atranstedt 1706 (1839)

Im Jahre 1620 wurde zum Rittergut ein Schloss als Dreiflügelanlage mit Anschluss an die Kirche errichtet, die im Jahre 1745 neu erbaut wurde. Im Großen Nordischen Krieg hatte der junge schwedische König Karl XII. vom September 1706 bis zum September 1707 sein Hauptquartier im Schloss Altranstädt. Damit war das Schloss für diese Zeit ein politisches Zentrum in Europa. Dort unterzeichnete Karl XII. am 24. September 1706 mit August dem Starken den Altranstädter Frieden, wobei August der Starke (zumindest für einige Jahre) die polnische Königskrone verlor, und am 1. September 1707 mit dem deutschen Kaiser Joseph I. die Altranstädter Konvention, die den Protestanten im kaiserlich regierten Schlesien Glaubensfreiheit garantierte.
Vor seinem Abzug aus dem Schloss soll der Schwedenkönig in eine runde Fensterscheibe den Spruch „Adieu Altranstätt, je vais à Suede, ton Séjour nome plait pas“ (Leb wohl Altranstätt, ich fahre nach Schweden, dein Aufenthalt gefällt dir nicht) geritzt haben.
Nach der Überführung in Volkseigentum durch die Bodenreform 1946 diente das Schloss bis 2000 zu Wohnzwecken und in bescheidenem Maße als Museum. 2002 wurde zur Erhaltung und Sanierung des Schlosses sowie seiner Nutzung der Förderverein Schloss Altranstädt e. V. gegründet.
Neben diesen großen politischen Ereignissen treten die alltäglichen Geschehnisse des Dorfes stark in den Hintergrund. Altranstädt verfügte schon frühzeitig über eine Schule für das eigene Dorf und die umliegenden Orte wie Treben, Großlehna und höchstwahrscheinlich auch Kleinlehna. In den Jahren 1606 und 1682 suchte die Pest und 1766 eine Feuersbrunst, bei der 21 Häuser niederbrannten, das Dorf heim.
Verwaltungsmäßig gehörte Altranstädt bis 1815 zum Kurfürstentum bzw. Königreich Sachsen. Seit der Säkularisation des Gutshofs im Jahr 1540 waren die zum Gutsbezirk gehörigen Orte Altranstädt, Großlehna und Klein-Miltitz sowie Treben und Oetzsch als Exklaven im hochstift-merseburgischen Amt Lützen zum Kreisamt Leipzig gekommen.
Durch die Beschlüsse des Wiener Kongresses trat Sachsen Altranstädt und Großlehna sowie Treben und Oetzsch mit dem Westteil des Amts Lützen im Jahr 1815 an Preußen ab. Bei der politischen Neuordnung Preußens wurden sie 1816 dem Kreis Merseburg im Regierungsbezirk Merseburg der Provinz Sachsen zugeteilt. Das weiter östlich gelegene Klein-Miltitz verblieb jedoch beim königlich-sächsischen Kreisamt Leipzig, dem nun auch der Ostteil des Amts Lützen mit Markranstädt angegliedert wurde. Altranstädt blieb bis 1945 bei Preußen.
Am 17. April 1945 erreichte gegen 00:50 Uhr die Kompanie G des 2. Bataillons des 38. Regimentes der 2. Infanteriedivision der US-Streitkräfte aus dem Raum Kötzschau kommend Altranstädt und befreite die Ortschaft.
Nach dem Zweiten Weltkrieg gehörte Altranstädt zu Sachsen-Anhalt bis zur Gründung der Bezirke in der DDR im Jahr 1952. Nunmehr gehörte es zum Kreis Leipzig-Land im Bezirk Leipzig und damit nach der Neugründung des Freistaates Sachsen zu diesem, bis dieser 1994 zum Landkreis Leipziger Land kam.
Am 1. Juli 1950 wurde Altranstädt nach Großlehna eingemeindet und kam am 1. Januar 2006 mit diesem in die Stadt Markranstädt. Die Bevölkerungszahl von Altranstädt erreichte im Jahre 1946 nach dem Zuzug der Flüchtlinge und Vertriebenen aus den deutschen Ostgebieten mit 1817 Einwohnern ihr Maximum.

## Sehenswürdigkeiten
Das sanierte Schloss beherbergt als Museum das Friedenszimmer zum Altranstädter Frieden und eine Ausstellung zum Großen Nordischen Krieg. In weiteren Räumen finden Wechselausstellungen zu moderner Kunst und Ähnliches statt. Jeden Samstag und Sonntag in den Sommermonaten findet eine Führung im Schloss statt.
Durch den ca. 1190 erbauten Turm kann man vom Schloss direkt in die neu renovierte Kirche gelangen. Zeugnis dieser Zeit ist u. a. eine der drei Glocken im Turm, welche seit ca. 1200 dort läutet. Jede halbe Stunde schlägt die mittlere Glocke aus dem Jahre 1771. Klänge gibt es auch in der Kirche von der neuen Orgel aus den 1980er Jahren. Die Kirche wird jeden Monat einmal zu Gottesdiensten genutzt. Außerdem wird die Kirche für Konzerte, Trauerfeiern oder andere Veranstaltungen genutzt. Besonders ist, dass die Kirche eine Orgelempore auf der Ostseite aufweist obwohl in den meisten Kirchen sich die Orgelempore auf der Westseite befindet. Grund dafür ist die Patronatsloge auf der Westseite, welche die direkte Anbindung an das Schloss ermöglicht. Von dort aus hat man einen wunderbaren Blick auf die gesamte Kirche. Die Kirche verfügt über ca. 280 Sitzplätze im Kirchenschiff und den auf beiden Emporen links und rechts der Patronatsloge.
Im Hof des Schlosses wurde 1907 anlässlich der Zweihundertjahrfeier der Altranstädter Konvention in Anwesenheit des schwedischen Kronprinzen ein Obelisk errichtet, der sich sowohl auf die Altranstädter Konvention als auch den Friedensschluss bezieht.
Im anliegenden Kapellengarten kann die Hohental-Grabkapelle besichtigt werden. In der renovierten Kapelle haben wichtige Personen ihre letzte Ruhestätte gefunden.
Auf dem etwas entfernten Friedhof sind Bestattungen möglich. Besonderheit ist die Urnengemeinschaftsanlage. Für Trauerfeiern kann die renovierte Trauerhalle genutzt werden, dort können aber nur ca. 15 Personen Platz nehmen. Für größere Trauerfeiern wird die Kirche genutzt.

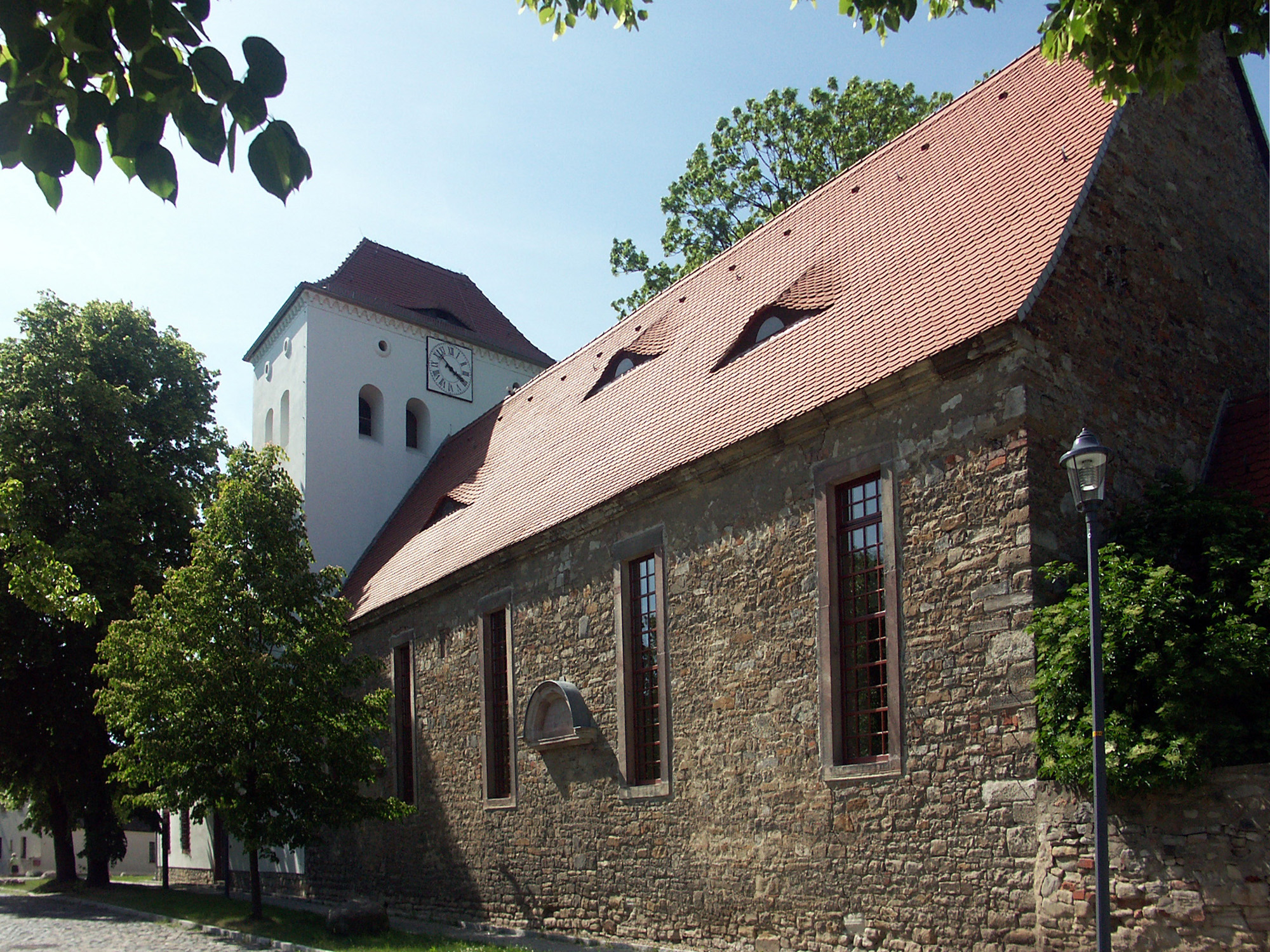
Die Altranstädter Kirche
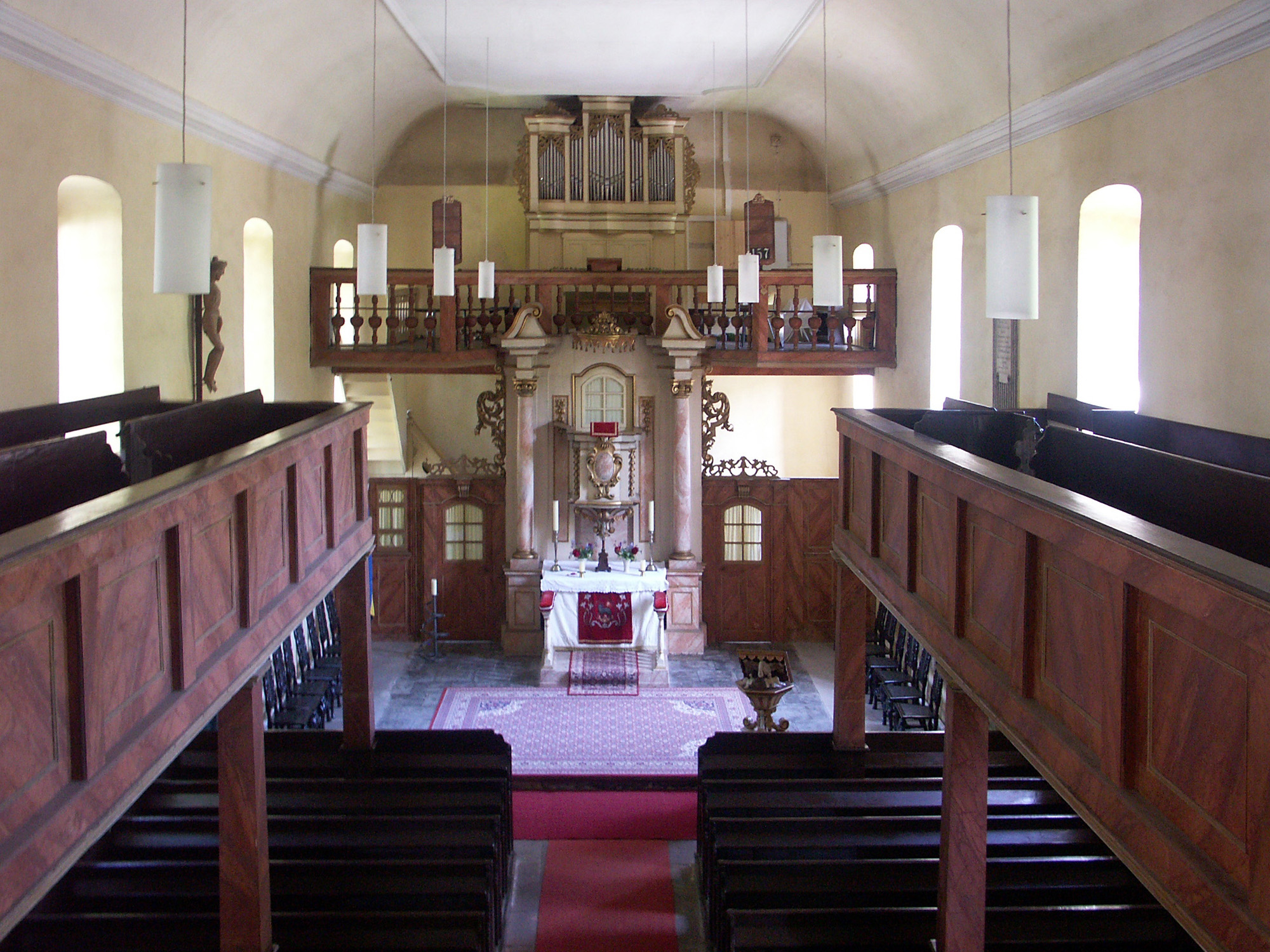
Das Innere der Kirche
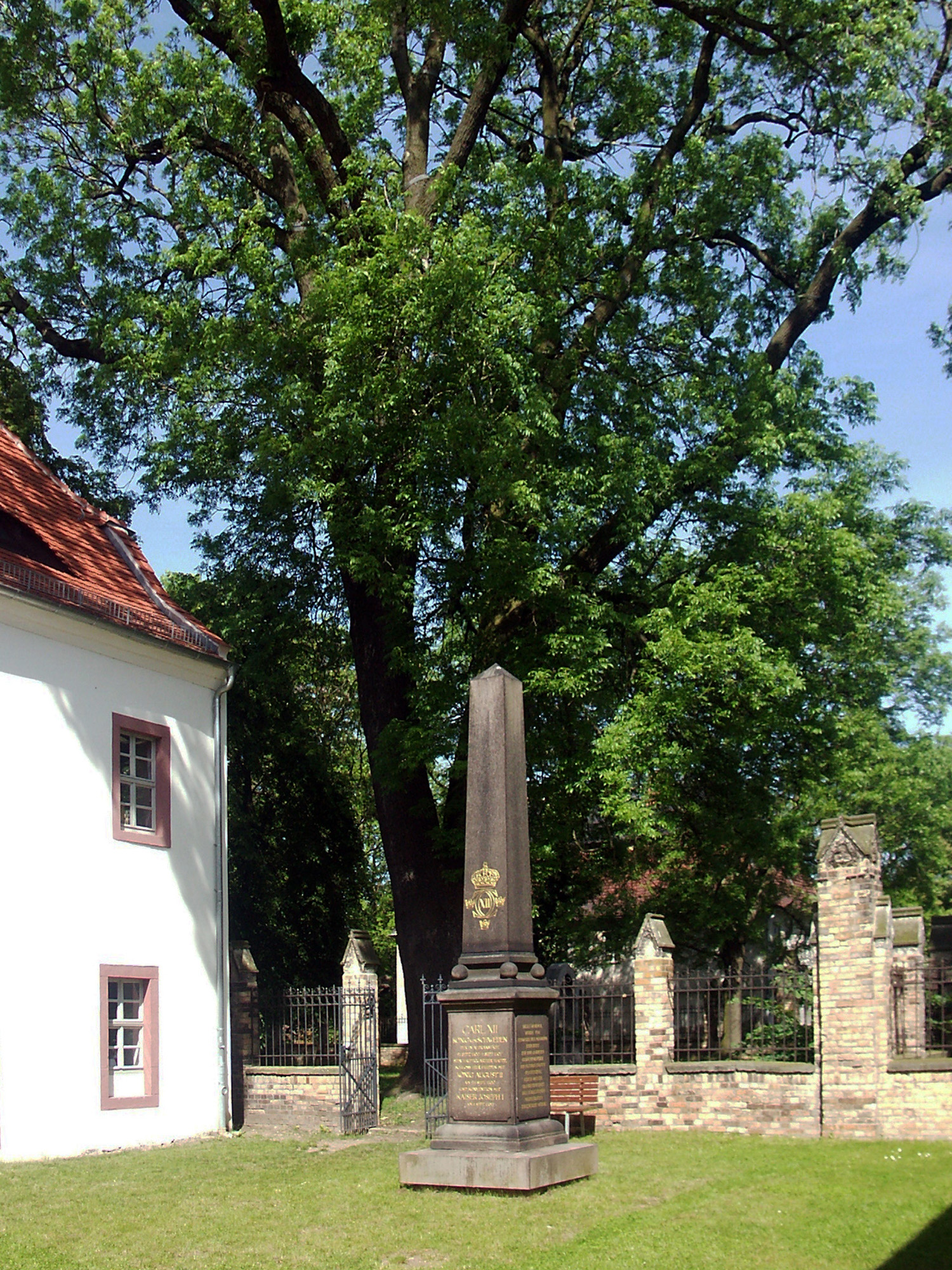
Der Jubiläumsobelisk
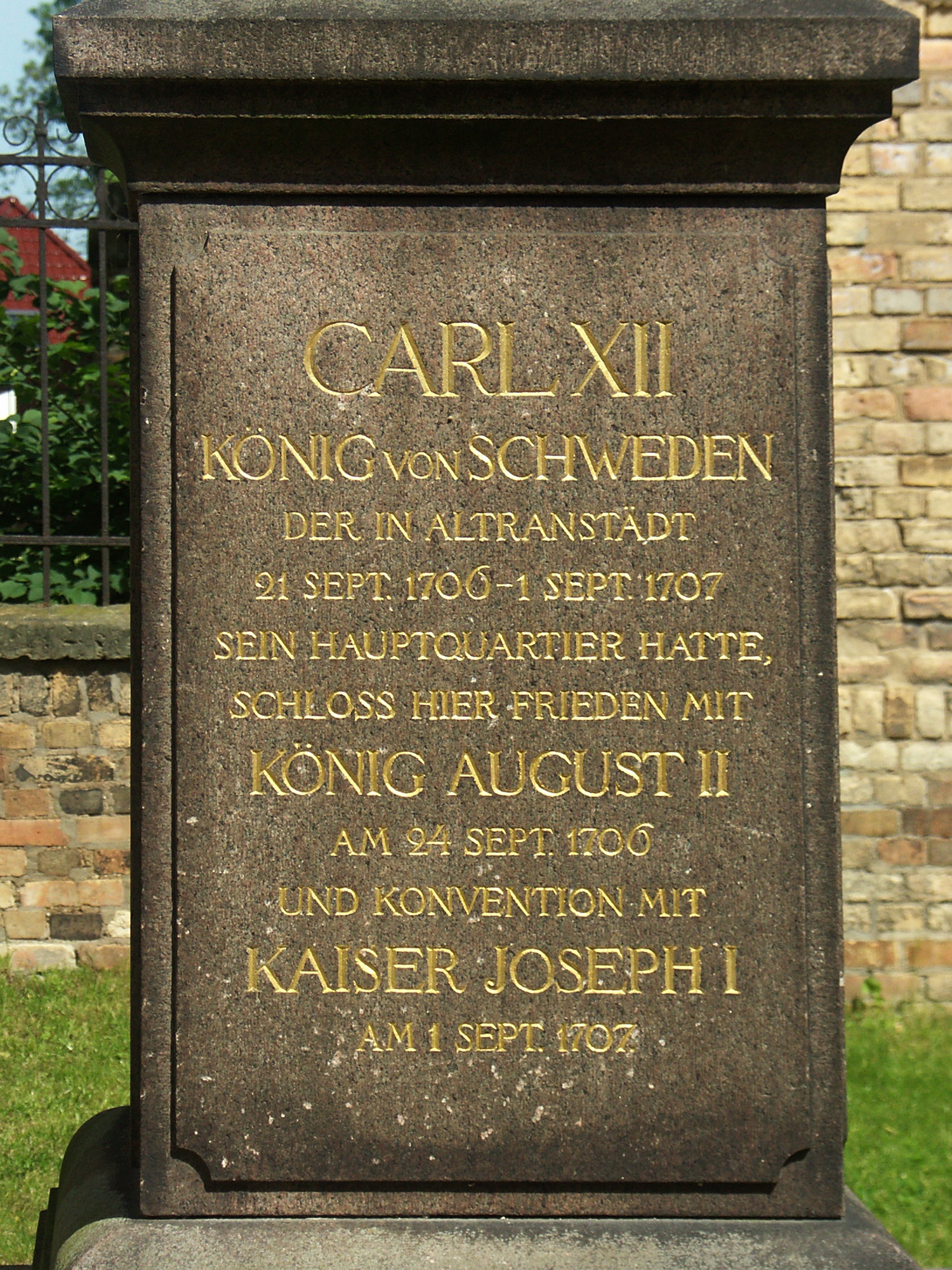
Inschrift am Jubiläumsobelisk

## Söhne des Ortes
- Arthur Pöhlandt (1900–1940), Maler
- Franz Saran (1866–1931), Germanist